# Rada Polskich Mediów
Rada Polskich Mediów (RPM) – organizacja samoregulacyjna polskich redakcji prasowych, radiowych, telewizyjnych i internetowych. Członkami organizacji są redaktorki i redaktorzy naczelni oraz zastępczynie i zastępcy redaktorów naczelnych polskich mediów.
Celami RPM są m.in. ochrona wolności słowa, podnoszenie i upowszechnianie standardów zawodowych i etycznych dziennikarstwa, inicjowanie i opiniowanie rozwiązań legislacyjnych w obszarze funkcjonowania mediów oraz swobody i ochrony wykonywania zawodu dziennikarza.
Radę Polskich Mediów tworzą redaktorzy reprezentujący następujące redakcje: „Dziennik Gazeta Prawna”, „Fakt”, „Gazeta Wyborcza”, „Newsweek”, „Pismo. Magazyn Opinii”, „Polityka”, „Rzeczpospolita”, „Tygodnik Powszechny”, Business Insider Polska, Fakty TVN, Gazeta.pl, OKO.press, Onet.pl, Radio RMF FM, Radio Tok FM, Radio ZET, Radiozet.pl, TVN24, TVN24 BiS, TVN24.pl i Wirtualna Polska.

## Władze Rady
Prezydium Rady Polskich Medów na lata 2023–2025 (I kadencja):
- Przewodniczący – Bartosz Węglarczyk
- Wiceprzewodniczący – Jerzy Baczyński, Kamila Ceran, Brygida Grysiak, Barbara Kasprzycka, Magdalena Kicińska, Aleksandra Sobczak, Michał Szułdrzyński
- Sekretarz Generalny – przedstawiciel Press Club Polska

W latach 2023–2024 wiceprzewodniczącym był także Marek Balawajder, który w lutym 2024 złożył rezygnację z członkostwa w RPM.